# Point of difference
Point of difference (POD) (vrij vertaald: punten van verschil) is een term die wordt gebruikt voor een resultaat van productdifferentiatie. In de zakelijke economie wordt differentiatie gezien als een belangrijke strategische stap te maken door bedrijven. Vanwege een overweldigende variëteit aan producten en diensten op de markt, worden diegene die afwijken op een of andere manier beter opgemerkt door de consument. Er zijn verschillende (positieve en negatieve) manieren om te verschillen in vergelijking met concurrenten in dezelfde markt. Differentiatie is de term voor de positieve wijze waarop een bedrijf zich met het product onderscheidt van haar concurrenten. Points of difference (POD's) beschrijven de individuele factoren van de differentiatie.
De belangrijkste points of difference van een onderneming zijn synoniem aan haar unique selling proposition (USP), hoewel deze termen niet uitwisselbaar zijn, en zijn van cruciaal belang bij het bepalen van het concurrentievoordeel en merkstrategie. Ze moeten bijdragen of sterk ten voordeel zijn zodat consumenten sterk, uniek, en positief associëren met het merk van het bedrijf, en niet met een concurrerend merk. Zodra points of difference duidelijk gecommuniceerd zijn naar de consument, steken het bedrijf en het merk uit boven die van zijn concurrenten. Merkentrouw hangt af van het vermogen van de onderneming om zich te vestigen en te handhaven ten aanzien van de consument en de helderheid over het merk in communicatie vol te houden naar de consument; en het is afhankelijk of de points of difference onderhouden en uitgebreid kunnen worden die het merk definiëren.